# Anopheles hyrcanus
Anopheles hyrcanus är en tvåvingeart som först beskrevs av Peter Simon Pallas 1771.  Anopheles hyrcanus ingår i släktet Anopheles och familjen stickmyggor. Inga underarter finns listade i Catalogue of Life.